# Khâneferrê Sobekhotep
Khâneferrê Sobekhotep III ou IV est un roi égyptien de la XIIIe dynastie qui a régné de -1732 à -1720,.

## Famille
Khâneferrê Sobekhotep semble être issu d'une famille thèbaine non royale ayant une formation militaire. Son grand-père, Nehy, portait le titre d'officier d'un régiment de ville. Nehy était marié à une femme appelée Senebtysy. On ne sait rien d'elle, si ce n'est qu'elle portait le titre commun de maîtresse de maison. Leur seul fils connu s'appelait Haânkhef.
Haânkhef apparaît toujours dans les sources comme le père de Dieu et le sceau royal et sa femme Kemi comme la mère du roi, ce qui indique qu'aucun des deux n'était de naissance royale. La filiation de Haânkhef et de Khâsekhemrê Neferhotep, le frère de Khâneferrê Sobekhotep, est directement confirmée par un certain nombre de scarabées d'El-Lahoun où le premier serait le père du second. Haânkhef est également explicitement mentionné comme le père de Neferhotep dans le Canon royal de Turin. C'est un fait extrêmement rare car ce papyrus ne nomme normalement que les rois, alors que les personnes non royales sont exclues de la liste.
Les égyptologues ont remarqué qu'au lieu de cacher leurs origines non royales, Khâneferrê Sobekhotep, son frère et prédécesseur Khâsekhemrê Neferhotep mais aussi le prédécesseur de ce dernier Sekhemrê-Souadjtaouy Sobekhotep, remarquablement, les ont proclamées sur leurs stèles et leurs sceaux scarabées, ce qui est en contradiction avec le système égyptien traditionnel où la légitimité du nouveau roi repose principalement sur sa filiation. Ces proclamations d'origine non royale ont peut-être été faites pour dissocier ces rois de leurs prédécesseurs immédiats, en particulier Meribrê Seth dont les monuments ont été usurpés et défigurés.
Ses prédécesseurs Khâsekhemrê Neferhotep Ier et l'éphémère Sahathor sont ses frères. Son épouse se nomme Tjan, de qui il aura au moins deux enfants : un fils nommé Amenhotep et une fille nommée Nebetiounet. D'une mère inconnue, le roi a eu trois autres fils nommés Sobekhotep Miou, Sobekhotep Djadja et Haânkhef Iykhernofret.

## Règne

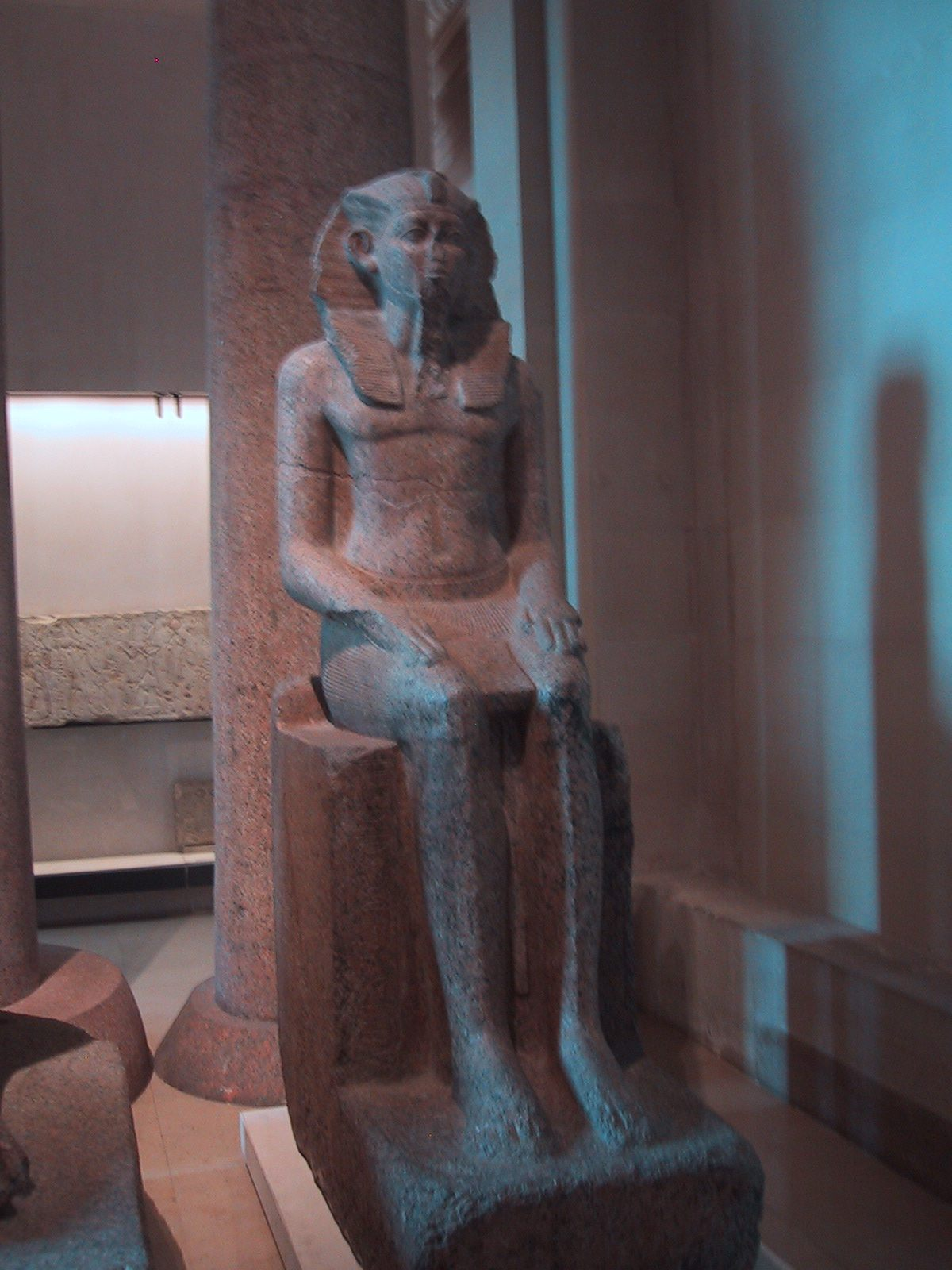
Sobekhotep IV, statue trouvée à Tanis

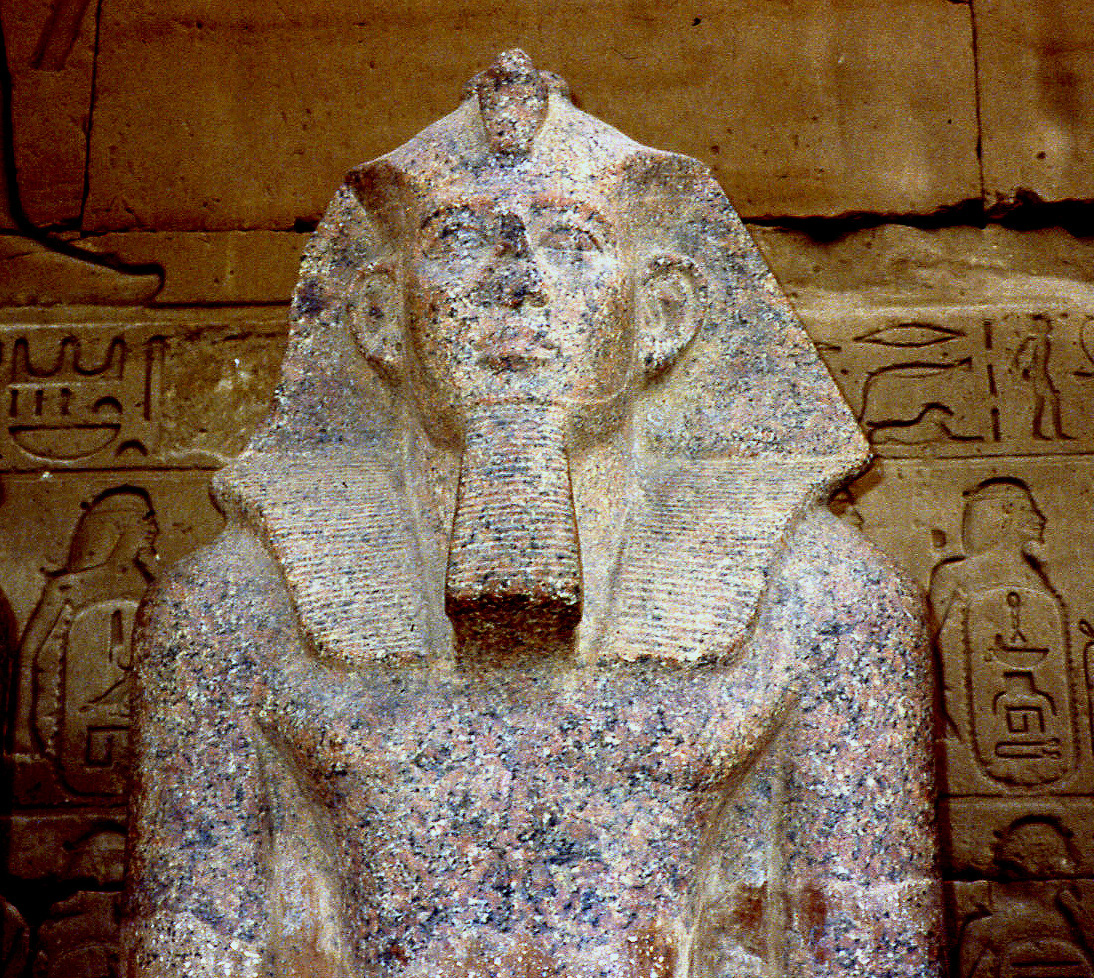
Tête de la statue de Sobekhotep IV

La liste royale de Karnak place Sobekhotep juste après Khâsekhemrê Neferhotep Ier et Sahathor. Le papyrus de Turin le mentionne à la vingt-septième ligne de la sixième colonne.
Il aurait régné une dizaine d'années. À ce jour seule sa huitième année est la plus haute date attestée pour son règne. Elle est consignée sur une stèle retrouvée à Edfou.
Une autre stèle trouvée au temple d'Amon de Karnak indique qu'il serait né à Thèbes. On en déduit que ses frères Sahathor et Khâsekhemrê Neferhotep Ier auxquels il succède seraient également nés dans cette ville.
Contrairement à ses prédécesseurs et successeurs, qui récupèrent des matériaux de construction, il organise des expéditions pour ses constructions. Il a laissé de nombreux monuments partout en Égypte démontrant une certaine activité durant son règne. Beaucoup de statues de Sobekhotep sont connues.
On retrouve l'intervention du roi à Éléphantine au temple de Satis, à Thèbes au temple d'Amon-Rê, à Abydos au temple d'Osiris, à Héliopolis au temple d'Atoum.
Deux statues à son nom ont été découvertes à Tanis également. Le cas de ces deux sculptures est différent car elles ont probablement été importées ultérieurement depuis Memphis dans le delta.
La capitale paraît être restée au nord du pays selon une longue inscription retrouvée dans le temple d'Amon de Karnak qui fait état des dons et offrandes du roi au dieu du temple et indique clairement que le roi fait le voyage depuis la capitale au nord vers Thèbes.
Plusieurs dignitaires de son règne sont connus et illustrent cette période de reprise et de relative prospérité du royaume.
On citera notamment son vizir Néferkarê Iymérou, dont une statue retrouvée à Karnak porte une inscription attestant que le roi a agrandi le temple d'Amon et s'est fait construire un temple des millions d'années. Il s'agirait là d'une des plus anciennes mentions de cette institution royale entièrement dédiée au culte de Pharaon.
On connaît également un trésorier nommé Senbi, dignitaire qui occupait déjà la même fonction sous le règne de Khâsekhemrê Neferhotep Ier ainsi qu'un intendant royal, Nebânkh qui organise pour le compte de son maître une grande expédition dans les carrières du Ouadi el-Houdi où il a laissé une inscription pour témoigner de son passage. D'autres inscriptions semblables au nom du roi ont été retrouvées au Ouadi Hammamat démontrant que l'administration et l'armée jouissaient encore sous son règne d'une certaine puissance.
À Karnak une statue d'un général en chef nommé Amenemhat a été retrouvée et porte les cartouches de Sobekhotep. Il fait une campagne militaire bien documentée en Basse-Nubie, preuve d'une politique extérieure toujours active.
Toutefois quelques archéologues comme Wolgang Helck pensent que vers la fin de son règne, des troubles politiques éclatent et aboutissent à l'indépendance de certaines provinces avec la création de la XIVe dynastie à Xoïs. Dans le même temps la ville d’Hout-Ouaret qui signifie en égyptien antique « le grand château », ainsi que la partie orientale du delta du Nil passent aux mains des Hyksôs.
Selon l'inscription que porte une autre statue du vizir Néferkarê Iymérou et qui se trouve toujours à Karnak aujourd'hui, le dignitaire déclare avoir maté une rébellion d'une partie du pays. Cette dernière n'est pas nommée précisément mais démontre bien les troubles qu'ont à affronter les pharaons de cette dynastie.
Enfin selon ce même document, il est probable que Néferkarê Iymérou était le précepteur du successeur de Sobekhoptep IV. En effet sur cette statue une figure en haut-relief d'un jeune enfant portant la tresse de l'enfance se trouve à côté de lui.
Sobekhotep IV décède probablement au bout d'une dizaine d'années d'un règne énergique et qui maintient encore un temps l'unité de façade du royaume.
À la génération suivante le morcellement du pays déjà amorcé fait éclater le royaume en plusieurs féodalités qui tombent sous la coupe de puissantes principautés qui bientôt revendiqueront le trône d'Horus pour leur propre compte.

## Sépulture
Plusieurs hypothèses sur l'emplacement de la tombe du roi ont été formulées. En 2017, la tombe de Khâneferrê Sobekhotep n'a pas été formellement identifiée, bien qu'il existe maintenant de solides arguments pour qu'elle se trouve à Abydos. Depuis 2013, une équipe d'archéologues de l'Université de Pennsylvanie, sous la direction de Josef W. Wegner, fouille une nécropole royale de la fin du Moyen Empire et de la Deuxième Période intermédiaire à Abydos, au pied d'une colline naturelle connue des anciens Égyptiens sous le nom de montagne d'Anubis. La nécropole est située juste à côté du complexe funéraire massif de Sésostris III de la XIIe dynastie et comprend deux autres grandes tombes, probablement des pyramides construites au milieu de la XIIIe dynastie, ainsi que pas moins de huit tombes royales, datant probablement de la dynastie d'Abydos. L'une des grandes tombes, qui a été largement pillée de ses objets et de ses pierres pendant la Deuxième Période intermédiaire, connue aujourd'hui sous le nom de tombe S10, est maintenant supposée avoir été celle du roi Khâneferrê Sobekhotep, sur la base de plusieurs découvertes montrant le nom Sobkehotep provenant des tombes royales voisines, comme celle de Ouseribrê Senebkay. En conséquence, Wegner a également suggéré que la grande tombe anonyme voisine S9 pourrait être celle de son frère Khâsekhemrê Neferhotep. Les égyptologues ont également noté que les deux rois étaient très actifs dans la région d'Abydos pendant leurs règnes.
Par ailleurs, Dawn Landua-McCormack a suggéré que la pyramide inachevée de Saqqarah sud aurait pu être candidate pour le site d'enterrement de Neferhotep. Cette pyramide, datant du milieu de la XIIIe dynastie, était dotée de deux sarcophages élaborés qui auraient pu être destinés à deux frères rois de la dynastie tels que Khâsekhemrê Neferhotep Ier et Khâneferrê Sobekhotep.